# Misja Wojskowa Francusko-Polska w Paryżu

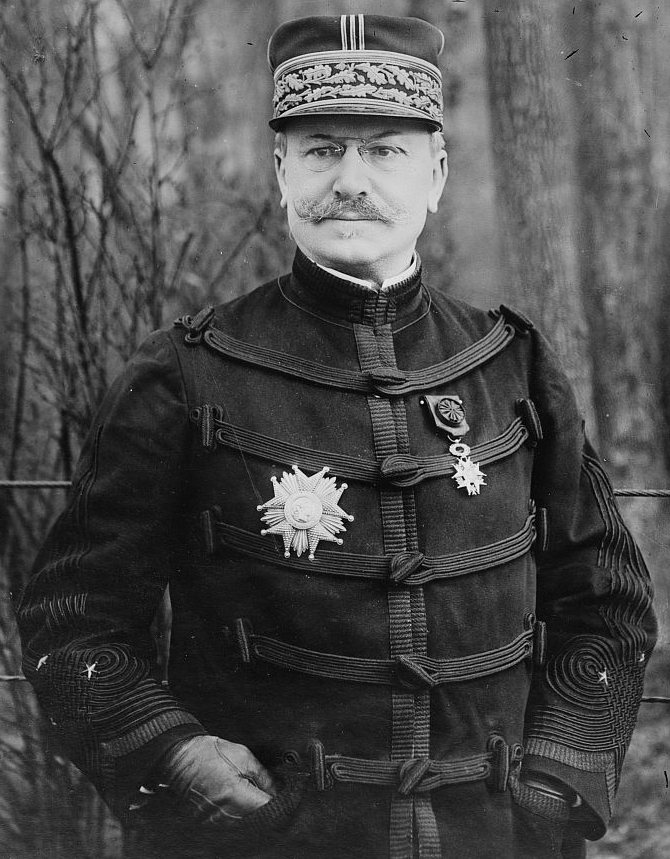
Gen. Louis Archinard

Misja Wojskowa Francusko-Polska (albo Francusko-Polska Misja Wojskowa; fr. La Mission militaire franco-polonaise) – misja wojskowa utworzona 8 czerwca 1917 roku do kierowania rekrutacją i pracami nad organizacją autonomicznej Armii Polskiej we Francji. Jedna z komórek organizacyjnych francuskiego Ministerstwa Wojny w Paryżu.
Szefem misji był gen. dyw. Louis Archinard.
Podstawą prawną tworzenia tej polskiej formacji wojskowej był dekret prezydenta Francji z 4 czerwca 1917 roku.
Przykładowo na terenie USA i Kanady do nowej formacji zgłosiło się 26 tys. osób, zaś z Włoch przybyło 32 tys. ochotników, głównie jeńców-Polaków, byłych żołnierz armii austro-węgierskiej.
Misja Wojskowa Francusko-Polska w Paryżu istniała do 15 lipca 1919 roku. Dokumenty wytworzone przez tę misję są jednym z zespołów akt Centralnego Archiwum Wojskowego.